# Hemileucon comes
Hemileucon comes är en kräftdjursart som beskrevs av William Thomas Calman 1907. Hemileucon comes ingår i släktet Hemileucon och familjen Leuconidae. Inga underarter finns listade i Catalogue of Life.